# Fittonien
Die Fittonien (Fittonia), auch Silbernetzblätter genannt, sind eine Pflanzengattung innerhalb der Familie der Akanthusgewächse (Acanthaceae). Die beiden Arten sind im tropischen Südamerika heimisch und einige Sorten werden als Zierpflanzen verwendet.

## Beschreibung

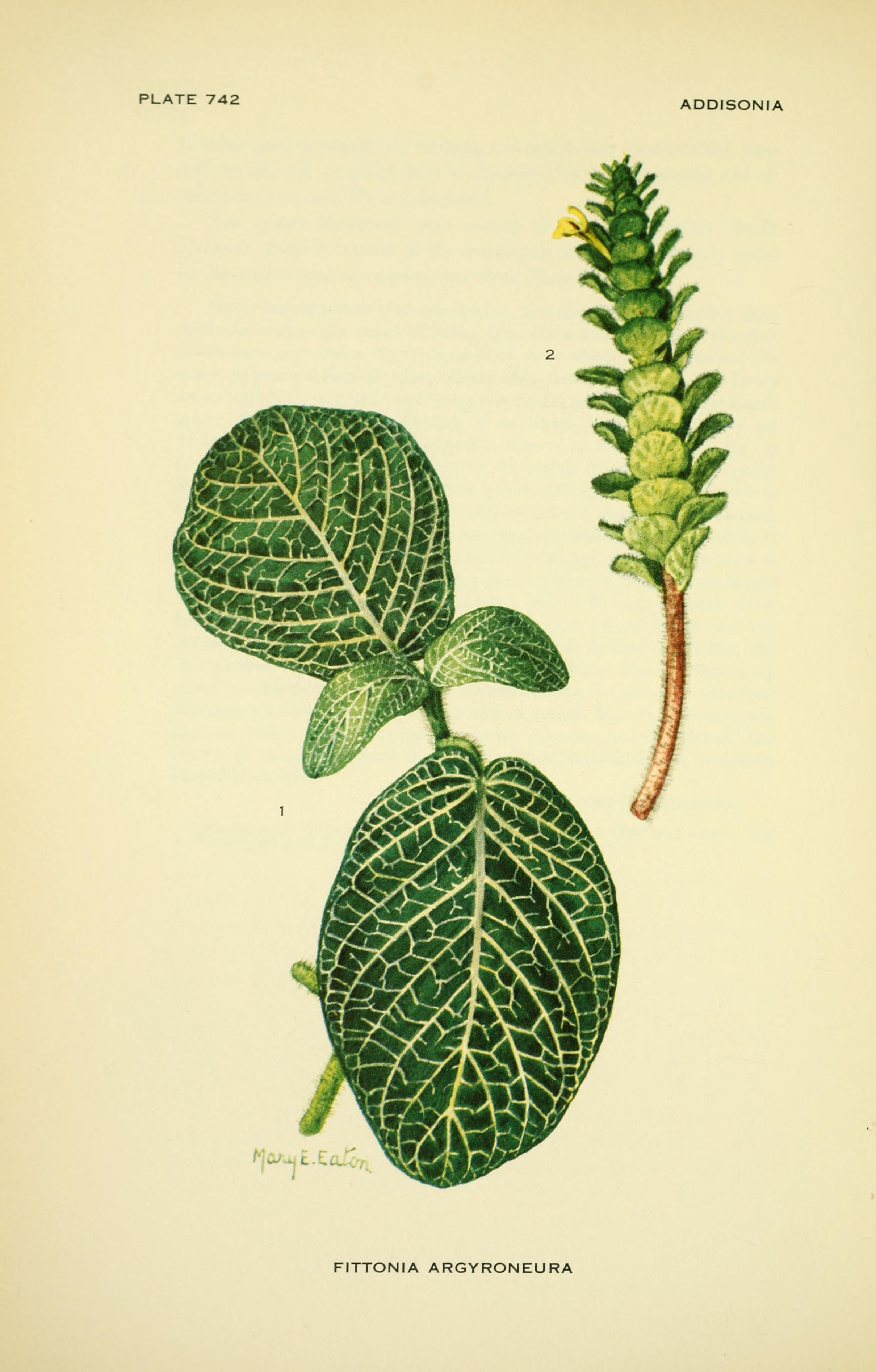
Illustration aus Addisonia – colored illustrations and popular descriptions of plants von Fittonia albivenis

Die Fittonien sind am Boden kriechende, ausdauernde krautige Pflanzen. Die beiden Arten der Fittonien unterscheiden sich überwiegend durch die Wuchshöhe: 15 cm sowie 60 cm. Die einfachen Laubblätter sind dunkelgrün mit auffallend weißen bis purpurvioletten Streifen entlang der Blattadern auf der Oberseite. Aufgrund der Marmorierung bekam die Pflanze den Namen Mosaikpflanze. Die Pflanze blüht überwiegend nur in ihrer Heimat. Die in ährigen Blütenständen zusammenstehen Blüten besitzen zweilippige Blütenkronen.
Schädlinge, die die Pflanze befallen können, sind Spinnmilben und weiße Fliegen. Die Anwesenheit von weißen Fliegen zeigt sich durch eine ungewöhnliche Sprenkelung der Blätter. Im fortgeschrittenen Stadium sterben die betroffenen Blätter ab. Zudem sinkt die Pflanze in sich zusammen. Ein Spinnmilbenbefall äußert sich durch helle Sprenkelungen auf der Oberseite. Im späteren Verlauf zeigen sich weiße Gespinste, die sich über die komplette Pflanze ziehen.

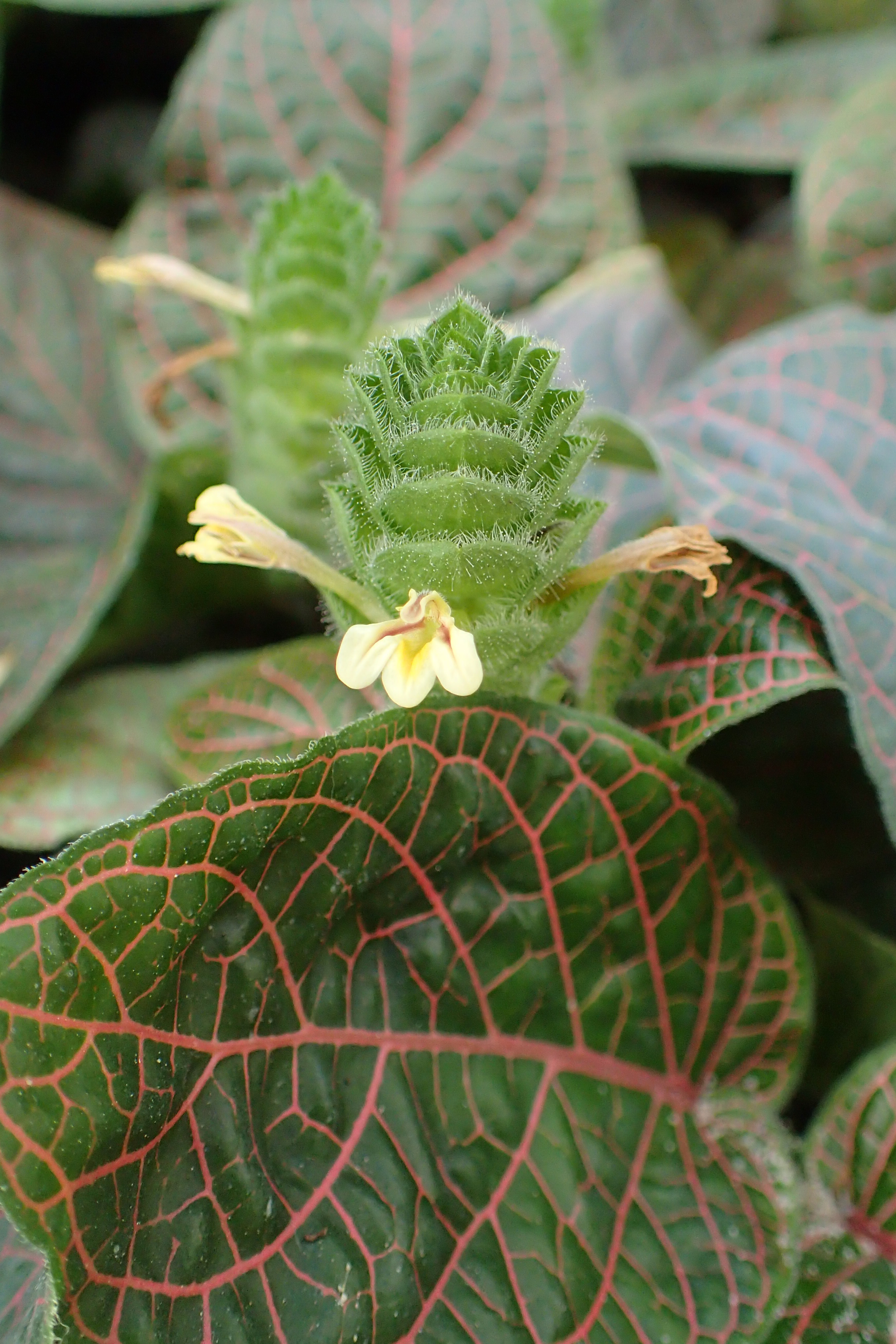
Fittonia gigantea

## Systematik und Verbreitung
Die Erstbeschreibung der Gattung Fittonia erfolgte 1865 durch den belgischen Botaniker Henri Eugène Lucien Gaëtan Coemans in Van Houtte und Louis Benoit: Journal Général d'Horticulture, Band 15, S. 185–186. Der Gattungsname Fittonia ehrt das irische Geschwisterpaar Elizabeth (fl. 1810–1866) und Sarah Mary Fitton (ca. 1796–1874); die beiden Schwestern waren Gärtnerinnen und Schriftstellerinnen. Ein Synonym für Fittonia Coem. nom. cons. ist Adelaster Lindl. ex Veitch nom. rej.
Die Fittonia-Arten sind im tropischen Südamerika verbreitet.
Die Artenabgrenzung innerhalb der Gattung Fittonia ist teilweise strittig; 2005 akzeptierte Olmstead zwei Fittonia-Arten in Peru:
- Fittonia albivenis (Lindl. ex hort. Veitch) Brummitt (Syn.: Adelaster albivenis Lindl. ex hort. Veitch, Fittonia argyroneura Coem., Fittonia verschaffeltii (Lem.) Van Houtte, Fittonia verschaffeltii var. argyroneura (Coem.) Regel, Gymnostachyum verschaffeltii Lem.): Sie kommt in Kolumbien, Ecuador, Venezuela, Bolivien, Peru und Brasilien vor.
- Fittonia gigantea Linden: Sie kommt nur in Peru vor.